# North Wootton (Somerset)
North Wootton – wieś w Anglii, w hrabstwie Somerset, w dystrykcie (unitary authority) Somerset. Leży 32 km na południe od miasta Bristol i 178 km na zachód od Londynu. W 2001 miejscowość liczyła 276 mieszkańców.